# Betriebsmittel (Elektrotechnik)
Unter einem elektrischen Betriebsmittel versteht man ein elektrisches Bauelement, eine Baugruppe oder ein Gerät einer elektrischen Anlage. Im vorliegenden Fall stammt der Begriff aus der Energiewirtschaft.

## Begriffsbestimmungen und nähere begriffliche Eingrenzung
Die wörtliche Definition lautet:

„Elektrische Betriebsmittel im Sinne dieser Unfallverhütungsvorschrift sind alle Gegenstände, die als ganzes oder in einzelnen Teilen dem Anwenden elektrischer Energie (z. B. Gegenstände zum Erzeugen, Fortleiten, Verteilen, Speichern, Messen, Umsetzen und Verbrauchen) oder dem Übertragen, Verteilen und Verarbeiten von Informationen (z. B. Gegenstände der Fernmelde- und Informationstechnik) dienen. Den elektrischen Betriebsmitteln werden gleichgesetzt Schutz- und Hilfsmittel, soweit an diese Anforderungen hinsichtlich der elektrischen Sicherheit gestellt werden.“

In industriellen Anlagen werden elektrische Betriebsmittel üblicherweise mit sogenannten Betriebsmittelkennzeichen (BMK) bezeichnet. Diese werden am Betriebsmittel angebracht und im Stromlaufplan am jeweiligen Symbol eingetragen.

## Systematik
Das Betriebsmittelkennzeichen besteht aus einem Vorzeichen, gefolgt von Buchstaben, Zahlen oder Buchstaben und Zahlen. Das Vorzeichen gibt dabei an, nach welchem Aspekt das Objekt gekennzeichnet ist. Die  DIN EN IEC 81346-1 gibt folgende Vorzeichen vor:
| Symbol | Bedeutung      |
| ------ | -------------- |
| =      | Funktion       |
| +      | Ort            |
| -      | Produkt        |
| %      | Typ            |
| #      | Andere Aspekte |

Beispiel
Betriebsmittelkennzeichen einfach: =S3-M1
| Symbol | Bedeutung                                                                                             |
| ------ | --- |
| =      | „=“ → Vorzeichen Funktion                                                                             |
| S3     | „S“ → Schaltschrank 3                                                                                 |
| -M1    | „-“ → Gliederungszeichen Produkt M → Motor (laut Tabelle 2 aus DIN 40719-2) und „1“ → laufende Nummer |

Beispiel
Betriebsmittelkennzeichen mit Anlagen-/Ortskennzeichen: =B05+A10-F03
| Symbol | Bedeutung |
| ------ | --- |
| =B05   | Anlage B05 (Abschnitte 1–3 für die Gesamtanlage, NN AA NN, N für Ziffern und A für Buchstaben, links vom Gliederungszeichen, DIN 40719-2) |
| +A10   | Schaltschrank A10 |
| -F03   | Sicherung F03 |

Wenn es bei einer Verkettung dazu kommt, dass mehrere Kennzeichen gleichen Aspektes hintereinander folgen, dürfen deren Vorzeichen entweder durch Punkte ersetzt werden oder komplett entfernt werden, unter der Voraussetzung, dass die Kennzeichen mit Buchstaben beginnen und mit Zahlen enden. Anstatt des Kennzeichens =A3=B4-S1 können also auch die Kennzeichen =A3.B4-S1 oder =A3B4-S1 verwendet werden.

### Platzierung im Schaltplan
Die DIN EN 61082-1 (VDE 0040-1) gibt die Regeln für die Platzierung des Referenzkennzeichens im Schaltplan vor: Hat das Schaltsymbol hauptsächlich vertikale Anschlusslinien, ist die Kennzeichnung links vom Symbol zu platzieren, bei überwiegend horizontalen Anschlusslinien oberhalb des Symbols.

## Referenzkennzeichen, Betriebsmittelkennzeichen
Die aktuellen Referenzkennzeichen, früher als Betriebsmittelkennzeichen bezeichnet, stehen in der Norm EN IEC 81346-2. Diese Norm ersetzt die Europäische Norm EN 61346-2, welche zuvor in Deutschland die DIN-Norm DIN 40719-2 ersetzte und ist seit Mai 2010 gültig. Folgende Kennbuchstaben sind definiert:
Aktuelle Ausgabe der Norm ist die EN IEC 81346-2:2019. In dieser gibt es die Kennbuchstaben A und V nicht mehr, hinzugekommen ist der Kennbuchstabe N. Die Umsetzung in nationales Recht erfolgte durch die DIN EN IEC 81346-2:2020-10. Einige Zwecke haben sich unter den verschiedenen Kennbuchstaben auch verschoben.
Übersicht Kennbuchstaben nach DIN EN IEC 81346-2 2020-10 bzw. EN IEC 81346-2 2019
| Kenn- buch- stabe | Klassendefinition nach DIN EN IEC 81346-2                                                        | Beispiel |
| ----------------- | ------------------------------------------------------------------------------------------------ | --- |
| A                 | (Nicht anzuwenden)                                                                               | |
| B                 | Objekt zur Erfassung und Darstellung von Informationen                                           | Brandwächter, Buchholzrelais, Distanzschutzrelais, Differentialschutzrelais, Hilfsschalter, Messelement, Messrelais, Messwiderstand, Messumformer, Mikrophon, Bewegungswächter, Photozelle, Grenzwertschalter, Positionsschalter, Näherungsschalter, Näherungssensor, Optischer Stromwandler, Optischer Spannungswandler, Sensor, Rauchmelder, Temperatursensor, Überlastrelais, Überstromschutzrelais, Wächter, Videokamera |
| C                 | Objekt zum Speichern für ein späteres Abrufen                                                    | Kondensator, Leistungskondensator, Störschutzkondensator, Batterie, Akku |
| D                 | (Für spätere Normung reserviert).                                                                | |
| E                 | Objekt zum Aussenden                                                                             | Beleuchtung, Lampe, Laser, Heizung, Kühlschrank; Warmwasserspeicher |
| F                 | Objekt zum Schutz vor den Auswirkungen gefährlicher oder unerwünschter Bedingungen               | Sicherungen, Motorschutzschalter, Leistungsschalter, Fehlerstromschutzschalter, Überspannungsableiter |
| G                 | Objekt zum Bereitstellen eines steuerbaren Durchflusses                                          | Drehstromgenerator, Gleichrichter, Solarzelle, Brennstoffzelle, Ventilator, Hebezeug, Fördereinrichtung |
| H                 | Objekt zur Behandlung von Stoffen                                                                | Absorptionswäscher, Zentrifuge, Brechwerk, Destilliersäule, Emulgator, Fermentierer, Magnetabscheider, Mühle, Pelletierer, Rechen, Reaktor, Abscheider, Sintereinrichtung |
| I                 | (Nicht anzuwenden)                                                                               | Es besteht Verwechslungsgefahr mit I für Input oder Stromstärke |
| J                 | (Für spätere Normung reserviert)                                                                 | |
| K                 | Objekt zur Verarbeitung von Eingangssignalen und Bereitstellung eines geeigneten Ausgangs        | Hilfsschütz, Hilfsrelais, Zeitrelais, Verriegelungsgerät, Schaltfehlerschutzgerät, Zentralverarbeitungseinheit (CPU), Spannungsregler, Transistor, Verzögerungselement, Steuergerät, Regler, Filter, Rechner, Automatisierungsgerät, Steuerventil, Auslöser, Parallelschaltgerät, Synchronisiergerät |
| L                 | (Für spätere Normung reserviert)                                                                 | |
| M                 | Objekt zur Ausübung mechanischer Bewegung oder Kraft                                             | Motor, Antriebsspule, Antrieb, Aktor, Verbrennungsmotor, Turbine, Hubmagnet, Stellantrieb |
| N                 | Objekt zum teilweisen oder vollständigen Einschließen eines anderen Objekts                      | Dichtung, Buchse, Abdeckgitter, Sockelleiste |
| O                 | (Nicht anzuwenden)                                                                               | Es besteht Verwechslungsgefahr mit O für Output |
| P                 | Objekt zur Bereitstellung wahrnehmbarer Informationen                                            | Anzeige, Hupe, Horn, Glocke, Uhr, Wecker, Fallklappenrelais, LC-Display, Schauzeichen, Meldetableau, LED, Lautsprecher, Meldelampe, Drucker, Monitor, Synchronoskop, Voltmeter, Amperemeter, Wattmeter, Leistungsfaktoranzeiger, Ereigniszähler, Schaltspielzähler, Wirkleistungszähler, Blindleistungszähler, Zählerschrank                                                                                                 |
| Q                 | Objekt zur Steuerung von Zugang oder Durchfluss                                                  | Leistungsschalter, Schütz, Trennschalter, Sicherungsschalter (falls der Hauptzweck „schützen“ ist: siehe Kennbuchstabe F), Sicherungstrennschalter (falls der Hauptzweck „schützen“ ist: siehe Kennbuchstabe F), Leistungstransistor, Erdungsschalter, Lasttrennschalter, Thyristor, Schaltfeld |
| R                 | Objekt zum Begrenzen oder Stabilisieren                                                          | Diode, Drossel, Begrenzer, Widerstand, Z-Diode |
| S                 | Objekt zum Erkennen einer menschlichen Handlung und Bereitstellung einer entsprechenden Reaktion | Tastatur, Lichtgriffel, Maus (Computer), Steuerschalter, Wahlschalter, Sollwerteinsteller, Steuertafel, Steuerschrank, Taster |
| T                 | Objekt zum Transformieren                                                                        | Ladegerät, Netzgerät, Gleichrichter, Verstärker, Antenne, Frequenzwandler, Anpasswandler, Transformator, Stromwandler, Spannungswandler, Leistungstransformator, Wechselrichter, Signalwandler, Optokoppler |
| U                 | Objekt zur Verortung anderer Objekte                                                             | Fundament, Isolator, Kabelpritsche, Montageplatte, Montageschiene, Stützer, Träger, Portal, Mast, Schrank, Container (-gehäuse) |
| V                 | (Für spätere Normung reserviert)                                                                 | |
| W                 | Objekt zum Leiten von einem Ort zu einem anderen                                                 | Sammelschiene, Unterverteiler, Kabel, Leiter, Datenbus, Lichtwellenleiter, Durchführung, Kabelverschraubung, Ölrohr, Gasrohr, Kran, Kühlkörper |
| X                 | Objekt zur Bereitstellung einer Schnittstelle zu einem anderen Objekt                            | Trenn- und Steckverbindung, Klemmleiste, Lötanschlussleiste, Steckdose |
| Y                 | (Für spätere Normung reserviert)                                                                 | |
| Z                 | (Für spätere Normung reserviert)                                                                 | |

Wenn Objekten mehreren Kategorien zugeordnet werden können, ist die Kategorie zu wählen, welche die Hauptfunktion des Objektes am besten beschreibt.